# Kỹ thuật sinh học

Một ribosome là một máy sinh học sử dụng động lực protein

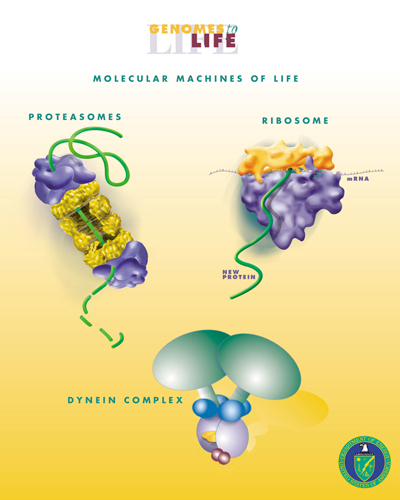
Một vài máy sinh học

Kỹ thuật sinh học là một lĩnh vực ứng dụng các nguyên lý của sinh học và các công cụ của kỹ thuật để tạo ra các sản phẩm hữu ích, hiển nhiên và có lợi ích về kinh tế. Kỹ thuật sinh học sử dụng sự hiểu biết và chuyên môn từ một số khoa học thuần túy và được ứng dụng như sự chuyển đổi khối và nhiệt, động học, chất sinh học, cơ học sinh học, tin sinh học, các quá trình sự cách biệt và sự làm sạch, thiết kế lò phản ứng sinh học, khoa học mặt phẳng, cơ học chất lỏng, nhiệt động lực học và khoa học polymer. Kỹ thuật sinh học được sử dụng trong thiết kế của các thiết bị y khoa, thiết bị chẩn đoán, vật liệu tương thích sinh học, năng lượng sinh học tái tạo, kỹ thuật sinh thái học, kỹ thuật văn hóa, và những lĩnh vực khác. Những lĩnh vực này đã phát triển tiêu chuẩn sống của xã hội. Những ví dụ về kỹ thuật sinh học gôm có vi khuẩn được bố trí để sản xuất chất hóa học, kỹ thuật mô phỏng y khoa mới, các thiết bị chẩn đoán nhanh chóng và sẵn sàng, khoa học về bộ phận giả, dược phẩm sinh học, và các cơ quan được thiết kế mỏng. Về thực chất, kỹ thuật sinh học lấn lên công nghệ sinh học và khoa học sinh y khoa bằng một cách tương tự làm sao một số hình thức khác nhau của kỹ thuật và công nghệ liên hệ với một số lĩnh vực khoa học (ví dụ, kỹ thuật không gian vũ trụ và kỹ thuật vũ trụ đến động học và vật lý không gian.
Về tổng quát, các kỹ sư sinh học cố gắng để bắt chước các mô hình sinh học để thiết kế các sản phẩm hay sửa đổi và kiểm soát hệ thống sinh học. Vì thế, họ có thể thay thế, gia tăng, kéo dài, hay dự đoán các quá trình hóa học và cơ khí. Các kỹ sư sinh học có thể ứng dụng chuyên môn của họ cho các ứng dụng khác của kỹ thuật và công nghệ sinh học, bao gồm sửa đổi gen của cây các tiểu bộ phận, kỹ thuật quá trình sinh học, và phân tích sinh học. Làm việc với các bác sĩ, thầy thuốc lâm sàng và các nhà nghiên cứu, các kỹ sư cơ học sử dụng nguyên lý và kỹ năng kỹ thuật truyền thống và ứng dụng chúng vào các vấn đề y khoa và sinh học.

## Lịch sử
Kỹ thuật ứng dụng là một môn khoa học được thành lập dựa trên các khoa học sinh học theo cái cách mà kỹ thuật hóa học, kỹ thuật điện tử và kỹ thuật cơ khí được tạo ra lần lượt từ hóa học, điện học và từ học và cơ khí cổ điển.
Trước Chiến tranh thế giới thứ hai, kỹ thuật sinh học đã bắt đầu được công nhân là một nhánh của kỹ thuật. Thời đó, nó là một khái niệm rất mới đối với mọi người. Sau chiến tranh, lĩnh vực này phát triển nhanh chóng, một phần là bởi thuật ngữ "kỹ thuật sinh học" đã được tạo ra bởi Heinz Wolff vào năm 1954 tại Học viện Quốc gia về Nghiên cứu Y khoa. Wolff đã tốt nghiệp cùng năm đó và trở thành giám đốc của lĩnh vực về kỹ thuật y khoa tại đại học. Đó là lần đầu tiên kỹ thuật sinh học được công nhận như là một nhánh của học đại học. Kỹ thuật điện tử được xét là mở được cho kỹ thuật sinh học bởi vì công việc của kỹ thuật điện tử với các thiết bị y khoa và máy móc trong khoảng thời gian trên. Khi các kỹ sư và các nhà khoa học về sự sống bắt đầu làm việc với nhau, họ công nhận vấn đề rằng các kỹ sư không biết đầy đủ sinh học thực sự đằng sau công việc của họ. Để giải quyết vấn đề này, các kỹ sư những người muốn tham gia vào các vấn đề kỹ thuật sinh học cống hiến nhiều hơn thời gian và sự nghiên cứu để tìm ra các chi tiết và quá trình để đi vào các lĩnh vực như sinh học, tâm lý học và dược phẩm. Thuật ngữ "kỹ thuật sinh học" có thể được ứng dụng vào việc bảo vệ môi trường như là bảo vệ độ màu mỡ của đất đai, sự ổn định hóa dốc, lòng nước chảy ngầm và bảo vệ bờ, chắn gió, các rào chắn cây cối; bao gồm có thể được ứng dụng rộng rãi hơn vào kỹ thuật nông nghiệp.
Chương trình kỹ thuật sinh học đầu tiên được thiết kế bởi Đại học California, San Diego vào năm 1966 và nó trở thành chương trình giảng dạy đầu tiên tại nước Mỹ. Những chương trình gần đây đã được xúc tiến bởi MIT  và Đại học Bang Utah. Nhiều cục kỹ thuật nông nghiệp lâu đời trong các trường đại học trên thế giới đã tự dán nhãn mình là các kỹ sư nông nghiệp và sinh học hay các kỹ sư nông nghiệp và hệ thống sinh học bởi vì về tổng thể kỹ thuật sinh học phát triển như một lĩnh vực riêng với sự phân loại hay thay đổi. Theo như giáo sư Doug Lauffenburger tại MIT, kỹ thuật sinh học đã có nền tảng rộng lớn ứng dụng nguyên lý kỹ thuật cho một khoảng khổng lồ về kích thước và sự phức tạp của các hệ thống. Những hệ thống này mở rộng từ cấp phân tử (bao gồm các thiết bị và các phần tử nhạy) đến các phần vĩ mô như động vật và thực vật và có thể mở rộng đến các hệ thống môi trường.

## Giáo dục
Mức độ trung bình của nghiên cứu là từ 3 đến 5 năm và mức độ được hoàn thiện được xác nhận bằng học vị cử nhân kỹ thuật. Những lĩnh vực khác bao gồm nhiệt động lực học, cơ khí sinh học, sinh học, kỹ thuật gen, động lực học lỏng và cơ khí, động học, điện tử học và các lĩnh vực vật chất.

## Các nhánh
Dựa vào các tiêu chuẩn khác nhau, những nhánh lớn của kỹ thuật sinh học bao gồm:
- Kỹ thuật sinh y khoa: ứng dụng các nguyên lý kỹ thuật và các thiết kế vào thuốc và sinh học cho các vấn đề sức khỏe[17]
  - Kỹ thuật mô
  - Kỹ thuật gen
  - Kỹ thuật neurone
  - Kỹ thuật dược phẩm
  - Kỹ thuật lâm sàng
  - Tin sinh học
  - Cơ khí sinh học
- Kỹ thuật hóa học sinh học: kỹ thuật lên men; ứng dụng các nguyên lý kỹ thuật vào các hệ thống sinh học vi mô được sử dụng để tạo ra các sản phẩm mới làm bằng sự tổng hợp, bao gồm các sản phẩm protein từ các vật thể non thích hợp[17]
- Kỹ thuật hệ thống sinh học: Ứng dụng các nguyên lý kỹ thuật và thiết kế vào nông nghiệp, khoa học thức ăn, và các hệ thống môi trường[7]
- Kỹ thuật quá trình sinh học: phát triển công nghệ để giám sát các điều kiện của nơi mà quá trình của việc dược phẩm diễn ra.[17] (thiết kế quá trình sinh học, phân tích sinh học, phân tách sinh học, tin sinh học, công nghệ sinh học)
- Kỹ thuật sức khỏe môi trường: ứng dụng các nguyên lý kỹ thuật để kiểm soát môi trường vì sức khỏe, sự thoải mái và sự an toàn của con người. Nó bao gồm các lĩnh vực hệ thống chăm sóc sức khỏe cho những khám phá dưới đại dương hay ngoài không gian vũ trụ.[17]
- Kỹ thuật nhân tố-con người: ứng dụng kỹ thuật, vật lý và tâm lý để tối ưu hóa mối quan hệ giữa con người và máy móc[17]
- Công nghệ sinh học: ứng dụng các vật thể sống để phát triển các sản phẩm[18], (ví dụ như: dược phẩm)[17]
- Mô phỏng sinh học: mô phỏng các mô hình, hệ thống và các yếu tố của tự nhiên để giải quyết các vấn đề phức tạp của con người. (ví dụ: velcro, thiết kế bởi George de Mestral nhờ mô phỏng cái cách mà quả có gai dễ dàng bám vào lông chó)[19].
- Kỹ thuật điện sinh học
- Kỹ thuật cơ khí sinh học
- Sinh kỹ thuật: tập hợp của sinh y khoa tập trung vào robot và các kỹ năng được hỗ trợ[17]
- In sinh học: sử dụng các vật thể sinh học để tạo ra các bộ phận mới và vải, giấy.[20]
- Robot sinh học (ví dụ lắp bộ phận giả)
- Sinh học các hệ thống: Nghiên cứu về các hệ thống sinh học.

## Các tổ chức
- ABET[21]
- Viện Kỹ thuật Y học và Sinh học Hoa Kỳ bao gồm 1500 thành viên. Mục tiêu chủ yếu là giáo dục đến cộng đồng về giá trị của kỹ thuật sinh học trên thế giới cũng như đầu tư vao nghiên cứu và các chương trình để phát triển lĩnh vực. Họ trao giải thưởng cho những sáng kiến thuộc về lĩnh vực này và những phát triển trong lĩnh vực (Họ không có sự đóng góp trực tiếp đến kỹ thuật sinh học, họ công nhận những ai làm điều đó và khuyến khích phát triển quá trình này)[22].
- Viện Kỹ thuật Sinh học là một tổ chức phi lợi nhuận, chỉ hoạt động trên những đóng góp. Họ hỗ trợ để nghiên cứu và tiếp tục phát triển kỹ thuật sinh học (họ không đóng góp trực tiếp vào lĩnh vực mà chỉ biểu dương những ý kiến phát triển lĩnh vực).[23]